# Oligoflexia
Oligoflexia es una clase de bacterias del filo Pseudomonadota. Todas las especies de esta clase son gramnegativas.